# Зервос, Панайотис
Панайотис Зерво́с (греч.  Παναγιώτης Ζερβός, 1878, Сами, Кефалиния — 2 января 1952, Афины) — один из самых видных греческих математиков конца XIX и первой половины XX веков, философ и издатель, переводчик.
Более всего известен своими работами по задаче Монжа.

## Семья
Панайотис С. Зервос родился в 1878 году в селе Зервата острова Кефалиния.
Семья принадлежала к старинному роду острова, самые старые представители которого упоминаются в документе от 12 июля 1264 года. Родоначальником рода был священник Христодулос Зервос. В каждом последующем поколении, как минимум один ребёнок становился священником, в силу чего за родом закрепилась также фамилия «Пападатос».
У отца Панаотиса, коммерсанта Спиридона Зервоса (Пападатоса) и у его матери Анастасии Монтесанду, было 9 детей: 3 сыновей, Иоаннис (1874—1944) ставший впоследствии поэтом, Панайотис и Христос, а также 6 дочерей, одна из которых, Мария Зерву посвятила себя математике среднего образования, где она проявила себя как писатель учебников.

## Образование
Когда Панайотис был в дошкольном возрасте, семья Зервосов переехала на остров Керкира, где отец, вместе с купцом Маргаритисом, наладил производство свечей.
Здесь Панайотис учился в Училище Иконому (1884—1889), а затем в гимназии Керкиры (1889—1893).
Проблемы в семье Зервоса были серьёзны. Две маленькие сестры умерли от болезней.
Отец обанкротился. Семья переехала в египетскую Александрию, где отец умер в 1894 году, оставив семью без источников дохода.
Хотя к тому времени Панайотис закончил учёбу во французской гимназии Fréres Александрии, семья решила устроить шестнадцатилетнего Панайотиса сторожем на складе медикаментов. Предложение не устроило Панайотиса. Его страсть к математике была сильнее всего и в возрасте 16, один и без средств, он поступил в Афинский университет, на математический факультет.
В первые два университетских года 1894—1896 он жил один в чердачном помещении и зарабатывал себе на жизнь репетиторством.
В первый год своей учёбы (1894—1895) Зервос победил на конкурсе среди нуждающихся студентов университета и получил денежный приз.
В его последующие студенческие годы в Афины прибыла вся его семья (кроме брата Иоанна, оставшегося в Александрии) и Панайотис содержал всю семью на доходы от своего репетиторства.
Младший брат, Христос, вступил в армию, но умер от туберкулёза.
В этих условиях (1899—1902 и 1906—1917) Зервос столкнулся с длительным периодом борьбы за существование, который одновременно стал значительным периодом его научной исследовательской деятельности.
Ему посчастливилось учиться в Афинском университете в период его расцвета, который в математике выражали Кипариссос Стефанос и Иоаннис Хадзидакис.
Эти два математика, вместе с Георгием Ремундосом и Константином Каратеодори были теми греческими математиками, которые сыграли существенную роль в первой фазе академической карьеры Зервоса, преподавательскую, поддержки, конкуренции или отрицательную, и наконец, с 1917 года, стали коллегами в его работе..
Эта группа математиков создала второй период расцвета Афинского университета, и не только основала математические исследования в современной Греции, но и продемонстрировала греческую математическую науку на международном уровне, сделав возможным сравнение её достижений с международными, добившись её включения в число успешных исследователей на международной математической арене.
В 1899 сразу после последовательного репетиторства с 14 учениками он сдал экзамен. Экзаменационная комиссия (К. Стефанос, И. Хадзидакис, Д. Эгинис) выразила своё восхищение. Он получил диплом с оценкой «отлично». Это способствовало тому что профессора К. Стефанос и И. Хадзидакис оказали ему содействие в немедленном его назначении учителем в школы среднего образования.
24 августа 1899 года он был назначен учителем школы в Ликсури Кефалиния.
В следующем, 1900, году он был переведен в Училище Варвакиса в Афины.

## Исследования Зервоса
Математические исследования Зервоса начались с Высшей алгебры.
Интерес математического общества той эпохи был сконентрирован на Теореме Декарта, то есть проблеме поиска точного количества положительных корней многочлена с вещественными коэффициентами. Согласно теореме это число равно количеству перемен знаков в ряду его коэффициентов или на чётное число меньше этого количества.
Из греческих математиков Зервос первым занялся этой задачей
Три его оригинальные работы были опубликованы в международном математическом журнале L’ Enseignement Mathématique, первые две в ноябре 1901 года, когда он был учителем в Кератеа, и третья в сентябре 1903 года.
Во второй из этих работ он представил своё доказательство теоремы Декарта с помощью Теоремы Ролля.
Как только он пришёл к этому доказательству он объявил о нём Стефаносу, который впечатлённый заявил Зервосу, что его мысль сродни мысли французского математика Э. Лаггера. Но существенная разница между доказательствами Лаггера и Зервоса привела к публикации доказательства Зервоса в международных математичских журналах.
Зервос с самого начала позиционировал себя как исследователь из Греции, что на тот момент было редким случаем.
Теория аналитической функции комплексной переменной была тогда чрезвычайно развивающейся областью математики и высоко оценивалась международным математическим сообществом. Она очаровала и Зервоса, одновременно с непосредственно более доступной Высшей алгеброй. Вопросы на которых он сконцентрировал своё внимание, оставались актуальными: Интегральная теория О. Коши и метод К. Вейерштрасса.
Первоначальные знания в этих областях Зервос почерпнул из работы И. Хадзидакиса «Интегральное исчисление» («Ολοκληρωτικός Λογισμός»).
Зервос был провозглашён доктором философских наук Афинского университета в 1901 году, представив в качестве докторской диссертации свою оригинальную работу «О рядах и о теореме Декарта» («Ἐπί τῶν σειρῶν καί τοῦ θεωρήματος τοῦ Καρτεσίου»).

## Париж
12 сентября 1902 года Зервос был уволен с государственной службы, поскольку его родственник политик решил, что Зервос не проголосовал за него на выборах.
Однако Зервос не отчаялся и с прежней решительностью решил уехать в Париж, где оставался с начала 1903 года до конца 1905 года, располагая крайне ограниченными финансовыми средствами.
Этот период (1903—1905) стал самым богатым числом и разнообразием в его оригинальных математических работ на протяжении его жизни.
Первый ряд объявлений и публикаций в Париже, все оригинальные, были сделаны им между январём и июнем 1904 года. Они относились к Высшей алгебре и Теории функций. Первое объявление, о алгебраических уравнениях, он сделал 20 февраля в Математическом обществе Парижа.
В журнале L’Enseignement Mathématique в июле 1904 года он опубликовал простое и элегантное достаточное условие, при котором алгебраическое уравнение с положительными коэффициентами имело и невещественные корни.
Однако математик из Японии решил, что Зервос ошибся, что вынудило Зервоса ответить в том же журнале, в ноябре 1905 года.
С этого момента он стал известен и в Японии, и видный японский математик Tsuruichi Hayashi (1873—1935) в своих алгебраических работах стал ссылаться на работы Зервоса.
В первые шесть месяцев 1904 года он сделал 4 доклада о Теории функций в Математическом обществе Парижа.
Все они были опубликованы во французском журнале «Nouvelles Annales de Mathématiques».
Эти публикации вызвали живейший интерес работавшими над этими темами португальского математика Pedro Teixeira (1857—1925).
Результатом их сотрудничества стала новая работа Зервоса, обобщавшая теорему Тейхейры, которая в свою очередь обобщала теорему Поля Аппеля.
Следует отметить, что L’Enseignement Mathématique включил Зервоса в свой «рекламный», на обложке, список своих сотрудников, рядом с именами всемирно известных математиков. В списке был ещё один греческий математик, Николаос Хадзидакис.
Свою любовь и интерес к Высшей алгебре Зервос сохранял на протяжении всей своей жизни.
Свою теорему 1904 года он преподавал вплоть до 1949 года, последний год своей академической деятельности.
Однако более всего с исследовательской деятельностью Зервоса связана другая область алгебры — та, что связана с задачами Монжа и Пфаффа.
В то время как Стефанос на протяжении всей своей жизни считал своим учителем французского математика Шарля Эрмита, Зервос следил за работами норвежского математика Софуса Ли.
С сегодняшней точки зрения, Зервос был согласно методам своих исследований алгебраистом не меньше чем (математическим) аналитиком.
Его пионерские исследования в этих областях вызвали 13 июня 1925 года восторженное письмо немецкого математика Ф. Энгеля «…Буквально удивлён, что Вы с успехом пошли так далеко…»
Письмо Энгеля имеет своё значение, поскольку Зервос был подвержен влиянию Софуса Ли, а сам Энгель был продолжателем мысли Ли.
Будучи активным исследователем и мыслителем Теории функций, Зервос оставил после себя большое число неизданных рукописей.
Однако первоначальное значение в его работах имели Теория дифференциальных уравнений и Дифференциальное уравнение в частных производных.
В течение 4 семестров в College De France он посещал лекции П. Пенлеве и Ж. Адамара.
6 июля 1905 года он сделал оригинальный доклад по механике в Математическом обществе Парижа.
Занятый теоретической задачей (уравнением) Монжа (1784), над которой математики работали на протяжении 120 лет, Адамар в начале 1905 поручил задачу молодому Зервосу для исследования, со словами «это меня очень интересует».
Когда Зервос обратился к библиографии и обнаружил, что до него над проблемой работали такие известные математики как Ж. Серре (1848), Ж. Дарбу (1873 и 1887), Ф. Фробениус (1877), Энгель (1889), Софус Ли (1898), Э. Гурса (1898) Г. Вебер (1900), Эли Картан (1901), и сам Адамар (1901), Зервос решил что его учитель шутит.
После двух месяцев безрезультатных попыток, Зервос нашёл пример не подтверждающий предположение Монжа. Это привело его к фундаментальной мысли, что предположение неверное, что было мыслью отличной о того что тогда было общепринято.
Поворот который Зервос вызвал своими исследованиями нарушил застойные воды в этом вопросе, указав одновременно, что частное решение Монжа было всего лишь частичным случаем общего явления. Аманд с восторгом принял заявление Зервоса.
В апреле 1905 года в Академии наук Парижа П. Пенлеве сделал доклад о работе Зервоса.
Эта работа положила начало работам следующих десятилетий как самого Зервоса, так и ряда других известных математиков.
Вторая работа Зервоса была представлена П. Пенлеве в июле, но была опубликована только в сентябре.
Между тем была опубликована работа Э. Гурса. В своей публикации Гурса писал : «Доклад Зервоса вернул моё внимание к теме…».
Пенлеве в публикации второй работы Зервоса добавил: «Рукопись этой работы была вручена мне в конце июля, то есть до появления работы Гурса».
В любом случае, молодой греческий математик признавался пионером, в том что казалось задачи Монжа.
Зервос получил своеобразное признание Парижской Академии наук:
Доклады не членов академии не должны были превышать три страницы. Когда Зервос в мае 1908 года представил доклад на трёх страницах, его попросили развить её на 5 страницах и его работу представил Ж. Дарбу.
После этих успехов, имя Зервоса постоянно упоминалось в международной математической библиографии.

## Греция
После своего возвращения из Франции в Грецию в конце 1905 года, Зервос вновь столкнулся с семейными обязательствами и жил только за счёт частных уроков.
В апреле 1908 года он сделал доклад на Международном математическом конгрессе в Риме: «О соответствии теории интегрирования уравнений с частными производными первого порядка и интегрирования систем Монжа» («Ἐπί τῆς ἀντιστοιχίας μεταξύ τῶν θεωριῶν ὁλοκληρώσεως τῶν ἐξισώσεων μέ μερικάς παραγώγους τῆς πρώτης τάξεως καί τῆς ὁλοκληρώσεως τῶν συστημάτων τοῦ Monge»).
В сентябре 1908 года он был вновь назначен в IV школу Пирея и оставался на этом посту до 1911 года, когда был переведен в V школу Афин.
В академическом году 1908—1909, в качестве лектора, он преподавал Динамику в Афинском университете и Механику в разделах исследовавших уравнения с производными.
В 1912 году, в период военных побед Греции, Зервос и немецкий математик Д. Гильберт, независимо друг от друга, получили новые результаты в уравнениях Монжа второго порядка.
Эта работа Зервоса была объявлена на Международном конгрессе математиков в 1912 году, в Кембридже.
Его учитель, Стефанос, также принимавший участие в конгрессе, так представил Зервоса Пуанкаре: «Представляю Вам Зервоса, математика будущего».
Однако это была эпоха расцвета теории функций комплексного переменного, которая и ассоциировалась согласно тогдашнем математическому языку с «Высшим анализом».
В этих условиях, университетские кафедры были более доступны «комплексным» математикам.
Таким образом, когда (1912) в Афинском университете была проведена реформа как в том что касается кафедр, так и учебной программы, и была создана кафедра математики, она была отдана Георгию Ремундосу. .
В 1913 году Зервос, после многолетней работы, результаты которой он опубликовал в известном немецком математическом журнале Journal De Grelle, он сумел обобщить теорему Д. Гильберта и представил метод её доказательства.
В октябре 1913 года он стал преподавателем II гимназии Варвакиса в Афинах.
В 1914 году ему было предложено занять кафедру Высшей алгебры в Афинском университете.
Но к всеобщему удивлению, Зервос, с трудом сводивший концы с концами, отказался от профессорской должности в университете и предпочёл остаться преподавателем в гимназии.
На то у Зервоса был свои соображения. В 1914 была опубликована работа Эли Картана, которая представила фундаментальную связь задач Монжа и Пфаффа. В этой работе перед математиками предстал новый мир, полный новых методов и понятий. Однако сам Картан указывает, что его отправной точкой была работа преподавателя греческой гимназии: «В своём совсем недавнем докладе г. Зервос обобщает доказательство Гильберта …».
В 1917 году он опубликовал на греческом языке, обширную исследовательскую работу под заголовком: Некоторые замечания по уравнениям с частными производными первого и второго порядка («Παρατηρήσεις τινές ἐπί τῶν ἐξισώσεων μέ μερικάς παραγώγους πρώτης καί δευτέρας τάξεως»). В этой работе он вводит новое понятие постоянной системы уравнений Монжа
В том же, 1917, году осталась вакантной кафедра математики Афинского университета, на которую Зервос был избран единогласно 30 ноября 1917 года.
Это избрание стало одним из последних административных актов профессора Стефаноса, который умер 27 декабря 1917 года. Зервос посетил профессора незадолго до его смерти и Стефанос попросил его взять на себя публикацию своих неизданных работ.
Однако вскоре умерла и мать Зервоса, и когда он через некоторое время сумел посетить дом скончавшегося Стефаноса, то сёстры покойного отказали Зервасу исследовать рукописи покойного.
Когда в 1918 году было создано Греческое математическое общество, Зервос стал его вице-президентом. Зервос поместил в первом Бюллетене Общества 2 новые свои работы и свою речь произнесённую перед началом академического года: «Связи Математики с другими науками и Философией».
В 1920 году он издал 3 исследовательские работы. Две из них были представлены на Математическом конгрессе в Страсбурге, третья была представлена в Академии наук в Париже.
После смерти короля Александра в октябре 1920 года, и возвращения на трон короля Константина, в декабре того же года, были отменены все назначения произведенные при царствовании Александра, среди которых было и назначение Зервоса. Он был возвращён на свой пост 1 декабря 1922 года, прожив ещё раз два года финансовых затруднений.
С 1923 по август 1949 года он непрерывно служил профессором на кафедре Математического анализа.
Это был период его наибольшего международного признания как пионера и авторитета в задачах Монжа-Пфаффа.

## Международное признание работ Зервоса
В 1926 году в Вене был издан третий том известной работы «Люди и работы нашей эпохи». Книга содержла 560 личностей со вего мира, среди которых математик Аппель, Поль, физик и химик Аррениус, Сванте Август, физиолог Бейлисс, Уильям Мэддок, философ Бергсон, Анри, физик Бранли, Эдуард, авиастроитель Бреге, Луи Шарль и т. д. Зервос, единственный из современных ему греков, был включён в этот список.
В 1932 году, под эгидой Парижской академии наук, была издана серия монографий- обозрений о актуальных математических проблемах под заголовком : «Memorial Des Sciences Mathematiques».
Парижская академия поручила Зервосу написать обозрение о задаче Монжа, признавая таким образом его международное лидерство и авторитет в это вопросе.
На Межбалканском конгрессе 1934 года, русский и сербский математик Салтыков, Николай Николаевич в своём докладе отметил обзор Зервоса по задаче Монжа как одну из наиболее удачных работ серии «Memorial Des Sciences Mathematiques».
Международный математический союз предоставил Греции одно место в своём правлении, которое пожизненно занимал Зервос.
В 1971 году в парижском математическом журнале Bulletin Des Sciences Mathematiques, профессор Парижского университета M. Janet опубликовал свою работу «Панайотис Зервос и проблема Монжа».

## Основатель Межбалканского математического сотрудничества
Первый Межбалканский математический конгресс состоялся в Афинах в сентябре 1934 года.
Организацию этого конгресса взяли на себя Зервос и Николаос Хадзидакис.
Страстным желанием Зервоса, задолго до созыва Первого Межбалканского конгресса, было издание Средиземноморского математического журнала.
Успех конгресса 1934 года побудил его к изданию журнала под заголовком «Revue Mathematique de l’ Union Interbalcanique», которым практически руководил он сам.
Этому чисто исследовательскому журналу удалось вскоре обмениваться статьями со всеми престижными математическими журналами мира. С 1937 года Межбалканский математический союз признал Revue как свой математический журнал и официально поручил уже и исполнявшему эту должность Зервосу его дирекцию. Журнал принимал статьи на французском, немецком и английском языках.

## Философ математики
Будучи учеником Пуанкаре, Зервос перевёл его книгу «Наука и гипотеза».
Темой его вступительной речи 26 января 1918 года была «Связи математики с другими науками и философией».
В 1933 году по его инициативе было создано Греческое философское общество, в котором он был признан постоянным президентом.
В 1935 году он представлял Грецию на Конгрессе научной философии в Париже.
В период 1930—1940 он преподавал студентам четвёртого курса программу лекций «Главы из Математической философии».
Значительная часть опубликованных его философских размышлений сохранились в форме лекций в довоенных изданиях «Народного университета» газеты Врадини.
В последнее десятилетие своей жизни он погрузился в изучение Математики Платона и посвятил ей свои выступления в Афинской академии, членом которой он стал в 1946 году.

## Личная жизнь
Зервос женился в 1925 году на филологе Хариклее Папаиоанну, преподавательнице среднего образования.
У четы был один сын , Спирос П. Зервос, также ставший математиком и преподавателем Афинского университета (1961—1967).